# Grabeneffekt
Der Grabeneffekt (teilweise entlehnt aus dem Englischen trench effect) ist eine Überlagerung von zwei gut bekannten, aber verschiedenen Phänomenen: dem Coandă-Effekt aus der Flussdynamik und dem Flashover aus der Branddynamik. Der Grabeneffekt wurde 1988 bei den Ermittlungen zu einem Brand im Bahnhof King’s Cross St. Pancras entdeckt, bei dem im Vorjahr 31 Menschen ums Leben kamen.

## Beschreibung des Phänomens
Der Coandă-Effekt ist die Tendenz eines schnellbewegten Stromes von Luft, von einer nahe gelegenen Oberfläche abgelenkt zu werden. Der Luftstrom bewegt sich dadurch gebunden an die Oberflächenausrichtung.
Der Flashover ist eine plötzliche Durchzündung von Pyrolysegasen, die durch die Erhitzung von Oberflächen im Brandraum entstehen. Bei dieser Durchzündung stehen dann alle entzündlichen Flächen eines Brandraumes spontan in Flammen.
Der Grabeneffekt tritt auf, wenn ein Feuer in der Nähe einer steilen Oberfläche brennt. Die Flammen streben nicht, wie man es erwarten würde, nach oben, sondern legen sich gemäß dem Coandă-Effekt auf die Oberfläche. Die Flammen heizen die Oberfläche oberhalb des Brandes so weit auf, dass es einerseits zum Ausschwitzen von Pyrolysegasen kommt, andererseits die Entzündungstemperatur der Oberfläche erreicht wird. Dann kommt es in Übereinstimmung mit der Flashover-Theorie zu einer Durchzündung, bei der schlagartig die gesamte schräge Oberfläche in Flammen steht. Die Flammen schießen wie aus einem Flammenwerfer über das obere Ende der schiefen Ebene hinaus, wobei enorme Temperaturen entstehen. Dadurch kann es zum Entzünden des Raumes oberhalb der Schrägen kommen.

## Entdeckung
Der Grabeneffekt ist noch nicht sehr lange bekannt. Als es 1987 zu dem verheerenden Feuer in der Londoner King’s Cross St. Pancras Underground Station kam, konnte man sich nicht erklären, wie ein zunächst kleines Feuer auf einer Rolltreppe mit Holzstufen zu einem plötzlichen Flammstoß führen konnte, der die Schalterhalle oberhalb entzündete und viele Menschen das Leben kostete. Eine Computersimulation zeigte den bisher unbekannten Grabeneffekt auf, was die Programmierer aber zunächst als Simulationsfehler sahen. Erst verschiedene Modellaufbauten der Rolltreppe konnten beweisen, dass es einen bis damals unbekannten Durchzündungseffekt gibt.